# Тифлінги
Тифлінги, також Бісини (англ. tiefling) — вигадана раса гуманоїдів у фентезійній рольовій грі Dungeons & Dragons (D&D, укр. Підземелля та Дракони). Спочатку представлені в сетингу кампанії Planescape у другому виданні Advanced Dungeons & Dragons вони стали однією з основних рас, доступних для гравців у четвертому виданні гри.
У сетингу Planescape, де були представлені тифлінги, вони були описані як суміш людини та «чогось іншого», маючи на увазі, що їх нелюдські предки середнього розміру походять зі злих «нижчих площин» . У подальших доповненнях було роз’яснено, що тифлінги зазвичай походять від пекельників (англ. fiends), але не так, як напівпекельники,[джерело?] оскільки пекельне походження тифлінга лежить далі в генеалогічному дереві. Цей опис залишився у 3-му виданні.
У 4-му виданні Dungeons & Dragons тифлінги — це раса, предки якої уклали угоду з дияволами, щоб збільшити свою силу. Їх походження схоже в 5-му виданні.

## Назва
Назву, яка вимовляється [ˈtiːflɪŋ], утворив Вольфґанґ Баур від німецького слова tief, що означає «глибокий, низький», і германського суфікса -ling, який позначає потомство (качка — англ. duck → duckling — каченя), натякаючи на їхнє походження з «нижчих планів» (у 2-му і 3-му виданнях).

### Українська адаптація назви
У неофіційних перекладах видань Dungeons & Dragons українською зазвичай використовується варіант «тифлінг» з можливими варіаціями правопису на кшталт «тіфлінг» (яке порушує «правило дев'ятки»), «тифлінг» (що не є помилкою згідно з чинним правописом), «тіфлінг» чи інші варіації.
2023 року вийшла відеогра Baldur's Gate III, яка мала українську локалізацію. Згідно з офіційним перекладом, ця раса була адаптована як бісини.

## Історія видання
Одним із перших художників, який зобразив тифлінга, був Тоні Дітерліцці

### 2 виданняAdvanced Dungeons & Dragons
Тифлінгів було додано в Planescape Campaign Setting (1994)  з додатковою інформацією в першому додатку Planescape Monstrous Compendium Appendix (1994)  і The Planewalker's Handbook (1996).

### 3 виданняDungeons & Dragons
Тифлінги з'являються в Бестіарії для цього видання (2000)  з приміткою «planetouched» (букв. «ті, кого торкнулися площини»). 
Тифлінги фей'рі (англ. fey'ri) та танна'рук (англ. tanna'ruk) з'явилися в Monsters of Faerun (2001). Тифлінги представлені як раса ігрових персонажів Забутих королівств у Forgotten Realms Campaign Setting (2001) , також тифлінги і фей'рі з’являються як раси ігрових персонажів у Races of Faerun (2003).

### 3.5 виданняDungeons & Dragons
Тифлінги з'являються в переглянутому Бестіарії для цього видання (2003) з приміткою planetouched.
Бездоганні тифлінги були представлені в Unearthed Arcana (2004).
Тифлінги з'являються як раса ігрових персонажів у Planar Handbook (2004)  і Races of Destiny (2004).

### 4 виданняDungeons & Dragons
Тифлінги з'являються як раса ігрових персонажів в Довіднику гравця для 4-го видання (2008) і знову в Heroes of the Forgotten Kingdoms (2010). Тифлінги також мають расову книгу, присвячену їм у цьому виданні, Довідник гравця по расах: Тифлінги.
Вільям О'Коннор, художник, відповідальний за дизайн тифлінгів у цьому виданні, зазначив, що в попередніх виданнях було мало художніх зображень раси. Однак у зв’язку з тим, що тифлінги стали основною расою гравців, команда дизайнерів 4-го видання «хотіла радикально оновити їх зовнішній вигляд, щоб вони виглядали більш страхітливо і „круто“. [. . . ] Роги та хвіст були визначальними елементами раси, тому моєю першою метою було зробити їх якомога помітнішими. Частина дизайну 4-го видання полягала в тому, щоб інтегрувати дизайн у мініатюри, тому частина процесу полягала в тому, щоб зробити силуети персонажів легко впізнаваними на відстані». О'Коннор висвітлив розмову, яку мав із креативним директором Стейсі Лонґстрит, яка описала тифлінгів як «проклятий народ», що допомогло йому зрозуміти «їхню культурну естетику». О'Коннор заявив, що:
Моїм безпосереднім взірцем були, звичайно, вампіри, і я працював, щоб надати тильфінгам тієї сексуальної, похмурої та готичної привабливості, незважаючи на їхню «деформацію». Я переніс цю ідею у все щодо них, їхній одяг та спорядження. Я хотів, щоб усе мало спотворену естетику, наче всі їхні цінні реліквії та зброя, усі реліквії втраченого минулого також були прокляті та спотворені в жахливі, але прекрасні форми, уявляючи, що форми зброї мають відображати форми їхніх хвостів. Елегантна та смертоносна, як самі тильфінги.

### 5 виданняDungeons & Dragons
Тифлінги з'являються як раса ігрових персонажів у Довіднику гравця для 5-го видання (2014). Варіації тифлінгів з’являються в Sword Coast Adventure Guide (2015) і Фоліанті ворогів Морденкайнена (2018). Фоліант ворогів Морденкайнена конкретно описує дев’ять родовідних зв’язків тифлінгів з Архідияволами Дев'ятипекла.
Ігровий тест One D&D, випущений у серпні 2022 року, оновив базових тифлінгів, щоб мати «параметри, що охоплюють усі нижчі площини. Інфернальні тифлінги прив’язані до законних злих площин, таких як Акерон або Дев'ятипекло, тифлінги безодні – до хаотичних злих площин, таких як Безодня чи Пандемоніум, і хтонічні тифлінги – до нейтральних злих площин, таких як Геєна чи Аїд. Варіанти відрізняються стійкістю до пошкоджень і заклинаннями, які вони вивчають на першому, третьому та п’ятому рівнях».

## Вигадана історія походження
У сетингу 4-ої редакції Dungeons & Dragons тифлінги походять від стародавньої людської імперії Баель Турат. В імперії дворянський клас був одержимий збереженням і здобуттям влади. Чутки про їхні плани та одержимість владою дійшли до царства під назвою Дев'ятипекло, розташованого навколо Астрального моря. Дияволи, які мешкали в Дев’ятипеклі, наслали панівним класам Баель Турата видіння, поки ті спали, в яких були вказівки щодо жахливого місячного ритуалу, який увічнить їхнє правління. Деталі ритуалу в книгах із серії «Довідник гравця» не описані, хоча він згадується як «дуже жахливий». Оскільки ритуал вимагав участі кожного знатного дому, ті, хто відмовлявся, були винищені. Як тільки все було зроблено, панівний клас почав свій ритуал. Згодом почали з'являтися дияволи з Дев'ятипекла, і вельможі охоче укладали з ними угоди. Ці угоди назавжди дали владу вельможам та їхнім нащадкам, але також надали їм диявольські риси: роги, нечіпкі хвости, гострі зуби та червону шкіру. З цього моменту колишні люди стали расою, відомою як тифлінги.
У 5-му виданні володар Дев’ятипекла, Асмодей, згадується як прадавнє джерело їхніх диявольських рис.

## Вигляд
У попередніх версіях Dungeons & Dragons, 3.5 і попередніх, тифлінги мають будь-які з ряду особливостей, які посилаються (прямо чи опосередковано) на їх пекельне походження. До них відносяться роги, розташовані на їхніх головах, загострені гострі зуби, додаткові пальці, роздвоєні копита замість ніг, хвости та очі незвичайного кольору. Вони випромінюють почуття «зла», попри те, що їх раса стала мирною та більше не жадає влади. Багато рас не довіряють або відверто ненавидять тифлінгів, вважаючи їх звеличниками диявола. Лиходії-тифлінги часто виправдовують цю репутацію, тоді як ігрові персонажі мають вибір відмовитися від цього стереотипу.
У 4-му виданні та пізніших версіях тифлінги є основною расою персонажів і їхній зовнішній вигляд змінено, порівняно з 3.5 і раніше. Усі тифлінги мають великі товсті роги різного стилю на головах, чіпкі хвости приблизно від 4 до 5 футів (1.2-1.5 метри) завдовжки, гостро загострені зуби, а їхні очі — суцільного червоного, чорного, білого, сріблястого або золотого кольору. Шкіра тифлінгів варіюється від звичайних людських відтінків аж до червоних, від цегляно-червоного до рум’яно-коричневого. Колір волосся тифлінгів, яке починається за їхніми рогами, коливається від темно-синього до фіолетового та червоного на додаток до більш звичайних людських кольорів.
У сетингу 4 видання Dungeons & Dragons тифлінги характеризуються як харизматичні та самовпевнені, вони стають чудовими чорнокнижниками, полководцями та чарівниками.
У 4 виданні Dungeons & Dragons тифлінги не асоціюються з певним богом або богами. Відсутність у них віри також означає, що серед них рідко трапляються паладини чи жерці. Тифлінги не мають батьківщини та дуже рідкісні через тривалу війну з драконородженими, іншою расою, яку можна побачити в 4-му виданні Dungeons & Dragons. Більшість тифлінгів вважають за краще бути авантюристами та рідко коли вирушають у пригоди зі своїми родичами через упередження інших рас (люди хвилюються, коли двоє чи більше представників цього роду подорожують разом).
У більшості видань правила іменування тифлінгів складаються з імен пекельних предків. У 3.5 тифлінги використовують людські імена, доки не намагаються відрізнити себе від своїх батьків, після чого зазвичай беруть диявольські «імена» пекельного або безодневого походження, які звучать загрозливо. У версії 4.0 і далі тифлінги зазвичай беруть пекельні імені предків, хоча деякі молоді тифлінги, прагнучи знайти місце у світі, вибирають ім’я, яке означає якусь ідею, а потім намагаються втілити цю ідею в життя.
У більшості видань тифлінгів описують як тих, хто важко довіряє іншим, але ті, хто заслужив їхню довіру та відданість, отримують міцного друга чи союзника на все життя.

## Світогляд
На відміну від напівдияволів, тифлінги не обов’язково мають злий світогляд. Існують тифлінги всіх світоглядів, включно з добрим, хоча багато хто влаштовується на тіньову роботу, наприклад, злодіїв, убивць або шпигунів. Тифлінгів часто зображують як антигероїв.
У стандартній грі 3.0 і 3.5 тифлінги, як правило, мають тривожну атмосферу, і більшість людей почуваються з ними незатишно, незалежно від того, знають вони про неприємне походження тифлінгів чи ні.
У 4-му виданні тифлінги мають такі ж варіанти світогляду, як і будь-який інший початковий персонаж.
У 5-му виданні тифлінги не мають вродженої схильності до зла, хоча багато хто зазвичай йде цим шляхом через чужі упередження. Крім того, через ці ж упередження тифлінги мають жорстку незалежність і схильні до хаотичності.

## Різні сетинги кампаній
Тифлінги з’являються в ряді налаштувань кампанії, включаючи наступні помітні приклади:

### УЗабутих Королівствах
У сетингу кампанії Забуті Королівства тифлінги та аасімари зустрічаються частіше, ніж в інших сетингах. Тифлінги навіть мають аналогів ельфів і орків (фей'рі та танаррук відповідно). У 3-му виданні Dungeons and Dragons були введені менш поширені різновиди тифлінгів, включно з гномським (дворфійським) аналогом маелют (англ. Maeluth) і півросликовим вісплінгом (англ. Wispling).

### УPlanescape
У сетингу кампанії Planescape тифлінги є звичайною расою, доступною для ігрових персонажів, хоча багато мешканців площин їм не довіряють і зневажають їх.

### УPathfinder
У рольовій грі Pathfinder тифлінги широко відомі під розмовним терміном Hellspawn (букв. зароджені в пеклі). Через обмеження ліцензії відкритої гри вони згадуються виключно цим терміном у романах Pathfinder Tales. В імперії Келіакс тифлінгів підкоряють і часто поневолюють, попри приналежність королівського дому до Пекла. Деякі тифлінги мають сильніший зв’язок з однією з пекельних рас, як-от гримспавни (англ. grimspawn, букв. народжені з безжальності), які походять від даемонів (англ. daemons), і пітборни (англ. pitborn, букв. народжені з безжальності), які походять від демонів. Також існують нащадки Кітона та інших пекельних порідь, а тифлінгів, які походять від дияволів, називають Hellspawn або Hellborn.

### Видатні тифлінги
Лівонія Темноговір (англ. Livonia Darktongue) з'являється в книзі Weapons of Legacy у 2005 році.

### ВUrban Arcana
Тифлінги — це ігрова раса в Urban Arcana, яка базується на передумові, що раси з Dungeons and Dragons існують на землі. Більшість тифлінгів у Urban Arcana — це люди з рогами, хоча існують і варіації зовнішності. Для звичайних людей, які не можуть сприймати тіні, вони здаються звичайними людьми — роги не видно тим, хто не здатний сприймати тінь.

## В інших медіа
У комп’ютерній грі Planescape: Torment до персонажа гравця приєднується Анна, бійчиня/злодійка-тифлінгиня із щурячим хвостом. У Baldur's Gate 2: Shadows of Amn до вечірки може приєднатися тифлінгський бард Гаер'Даеліс. У Neverwinter Nights: Hordes of the Underdark Вален Тінедих, майстер тифлінгської зброї, є поплічником і потенційним романтичним інтересом. Арден Свіфт — неігровий персонаж-тифлінг, який грає другорядну роль в останньому акті кампанії. У Neverwinter Nights II тифлінг — це ігрова раса, і Нішка, тифлінгиня-шахрайка, може приєднатися до вечірки. Тифлінги також є ігровою расою в онлайн-MMORPG Neverwinter. Два варіанти тифлінгів є серед ігрових рас у Dungeons & Dragons Online. Тифлінги доступні як раса ігрових персонажів у грі Baldur's Gate III (в офіційній українській локалізації заявлені як «бісини»).
Романи «Сірчані янголи» Ерін М. Еванс, дія яких відбувається у Забутих Королівствах, головним героєм якої є чорнокнижник-тифлінг Фаріде. Один із головних персонажів коміксів Dungeons & Dragons від Джона Роджерса, Тіша Вірносерда (англ. Tisha Swornheart), — чорнокнижниця-тифлінгиня. Романи Pathfinder Tales Дейва Ґросса показують тифлінга-розбійника Радована Вірголта як одного з двох головних героїв.
Софія Лілліс зіграла Дорік, друїдку-тифлінгиню, у фільмі 2023 року «Підземелля та дракони: Честь злодіїв». Дорік також з’являється в романі-приквелі – «Поклик друїда» (2023) Е. К. Джонстон.

## Аналіз
Джонні Л. Вілсон назвав тифлінгів «паранодальними, самотніми протилежностями» півросликів, які «вірять, що життя їх захопить». Дивлячись на 2-е видання гри, Вілсон виявив, що вони «підходять для того, щоб стати великими злодіями» та «великими опонентами» завдяки сприятливим бонусам на ряткидки.
Філіп Дж. Клементс припустив, що тифлінги популярні як ігрові персонажі, тому що вони дозволяють «туризм ідентичності» расового аутсайдера: тифлінги в ігровому світі «часто розглядаються як небезпечні аутсайдери. Проте за замовчуванням D&D припускає, що гравці зображатимуть героїв. Ідея зіграти расового аутсайдера, який, одначе, захищає людей, які неправомірно їх ганьблять, є добре відомим тропом, вбудованим у D&D». Клементс вважав цей стереотип, пов’язаний з тифлінгами, проблематичним, оскільки «вирішення зазвичай полягає в зосередженні на індивідуальному благу, а не на протистоянні глибшим, системним проблемам расової політики».